# Александър Василев (футболист, р. 1995)
Вижте пояснителната страница за други личности с името Александър Василев.
Александър Веселинов Василев е български футболист, полузащитник или ляв защитник, национал на България, състезател на ПФК Локомотив (Пловдив).

## Кариера
Василев е роден в град Стражица на 27 април 1995 г. Започва да тренира футбол в ранна детска възраст в местния клуб Левски 1986 (Стражица). За юношеския национален отбор по футбол на България до 17 г. има изиграни 5 мача. За юношеския национален отбор по футбол на България до 19 г. има изиграни 11 мача. Преди да дойде в „Лудогорец“ играе в „Чавдар (Етрополе)“ и в „ПФК Калиакра“.

### „Лудогорец"
Дебютира за „Лудогорец" в А ПФГ на 2 август 2014 г. в срещата от третия кръг „Лудогорец"-Марек (Дупница) 3 – 0 като влиза като резерва в 80-а минута. Отбелязва първия си гол за „Лудогорец" в А ПФГ на 21 август 2015 г. в срещата Пирин (Благоевград)-„Лудогорец" 0 – 3. Дебютира за „Лудогорец 2" в Б ПФГ на 20 септември 2015 г. в срещата от 8-ия кръг „Лудогорец"-ФК Созопол 3 – 2. Отбелязва първия си гол за „Лудогорец 2" в Б ПФГ на 6 март 2016 г. в срещата „Лудогорец 2"-Спартак (Плевен) 3 – 1.

### Локомотив Пд
От началото на 2022 година е част от ПФК Локомотив (Пловдив). Дебютира в официален мач при загубата с 1 – 2 от ПФК Левски (София), на 19 февруари 2022 година.

## Успехи

### „Лудогорец"
- Шампион на България: 2014 – 2015, 2015 – 2016, 2016 – 2017
- Носител на суперкупата на България: 2014